# Fuoco biondo
Fuoco biondo (Blonde Fire) è un  film pornografico del 1978 che vede come protagonista il celebre detective Johnny Wadd.
  diretto da Bob Chinn nel 1978.

## Trama
L'astuto detective privato Johnny Wadd si reca in Africa per tentare di recuperare dei diamanti rubati.
Sedurrà ogni donna che incontrerà in quest'avventura.

## Produzione
Fu girato con un budget di soli 12.000 dollari